# KBS 장기왕전
KBS 장기왕전(KBS 將棋王戰)은 2000년에 공영방송국인 KBS에서 주최한 대한민국의 장기 기전 및 방송 프로그램이다. 6회 장기왕전을 끝으로 4년간 종영되었다. 그 후 2010년부터 한국의 명절인 설날과 추석에 특집으로만 장기왕전을 방송 하고 있었으나, 현재 폐지되었다.

## 대회 개요
- 주최: KBS
- 주관: 한국장기협회
- 협찬: KBS

## 역대 우승자
| 횟수 | 년도          | 우승   | 준우승 |
| ---- | ------------- | ------ | ------ |
| 1회  | 2000년~2001년 | 김민수 | 성우제 |
| 2회  | 2001년~2002년 | 이점섭 | 박계도 |
| 3회  | 2002년~2003년 | 김경중 | 이양근 |
| 4회  | 2003년~2004년 | 황문수 | 안동건 |
| 5회  | 2004년~2005년 | 김경중 | 황문수 |
| 6회  | 2005년~2006년 | 김기영 | 송종일 |

## 특집 방송
| 횟수 | 특집 방송       | 우승   | 준우승 |
| ---- | --------------- | ------ | ------ |
| 1회  | 2010년 설날특집 | 김동학 | 허금산 |
| 2회  | 2010년 추석특집 | 김동학 | 양승태 |
| 3회  | 2011년 설날특집 | 김경중 | 김정수 |
| 4회  | 2011년 추석특집 | 이남춘 | 하성호 |
| 5회  | 2012년 설날특집 | 허금산 | 김동학 |
| 6회  | 2012년 추석특집 | 김준호 | 김영숙 |
| 7회  | 2013년 설날특집 | 공현선 | 안동건 |
| 8회  | 2013년 추석특집 | 김철   | 황문수 |
| 9회  | 2014년 설날특집 | 정국봉 | 김재두 |
| 10회 | 2014년 추석특집 | 김철   | 김동일 |
| 11회 | 2015년 설날특집 | 김철   | 이남춘 |
| 12회 | 2015년 추석특집 | 김철   | 김정수 |
| 13회 | 2016년 설날특집 | 김경중 | 김철   |